# BKS Bydgoszcz (hokej na lodzie)
BKS Bydgoszcz – polski klub hokeja na lodzie z siedzibą w Bydgoszczy.

## Historia
Sekcję hokeja na lodzie istniała co najmniej od 1959 roku, uprawianiu tej dyscypliny w Bydogszczy, jak i regionie  sprzyjał fakt oddania do użytku sztucznego lodowiska Torbyd w 1959 roku, oraz niespełna 3 tygodnie później w Toruniu. Zimą 1959 roku Budowlani w meczu towarzyskim ulegli Polonii Bydgoszcz 1:19 (1:3, 0:7, 0:9). W sezonie 1959/1960 Budowlani zajęli 1. miejsce w grupie B rozgrywek o mistrzostwo Pomorza, mierząc się w finale ze zwycięzcą grupy A, Gryfem Toruń. Stawką meczu był awans do eliminacji do II ligi. 28 lutego 1960 roku Budowlani na Torbydzie ulegli Gryfowi 0:9 (0:2, 0:4, 0:3). Sekcja istniała co najmniej do 1965 roku, w sezonie 1964/65 rywalizowała w lidze okręgowej pomorskiej, jej rywalami były wówczas zespoły Zawiszy Bydgoszcz, Sparty Szczecin i Lechii Szczecinek.
W 1978 klub przejął od Polonii Bydgoszcz sekcję hokejową wraz z seniorami (którzy spadli do II ligi), grupami młodzieżowymi, kadrą szkoleniową oraz lodowiskiem Torbyd. Drużynę seniorów wzmocniono nowymi zawodnikami, a rolę trenerów powierzono Jozefowi Ivanowi i Janowi Sylwestrzakowi. W sezonie 1979/1980 hokeiści awansowali do I ligi, gdzie spędzili kolejne 4 sezony. Trzon drużyny stanowili wówczas m.in. Marian Feter, bracia Csorichowie, bracia Godziątkowscy, Czesław Panek, J. Gawara, R. Niedzielski, M. Gmiński, bramkarz Piotr Panek i inni. W sezonie 1983/84 drużyna prowadzona przez Piotra Cebulę przegrała baraż o utrzymanie z Cracovią i spadła do II ligi, a zarząd BKS ze względów finansowych przekazał sekcję do Polonii Bydgoszcz.
Rozgrywki hokeistów BKS (1978-1984):
| Liga    | Sezon     | Miejsce | Mecze | Bilans bramkowy | Punkty | Uwagi             |
| II liga | 1978/1979 | 2       | 36    | 181:93          | 54     |                   |
| II liga | 1979/1980 | 1       | 36    | 207:83          | 57     | awans do I ligi   |
| I liga  | 1980/1981 | 7       | 42    | 154:185         | 32     |                   |
| I liga  | 1981/1982 | 9       | 36    | 117:153         | 25     |                   |
| I liga  | 1982/1983 | 8       | 36    | 114:231         | 21     |                   |
| I liga  | 1983/1984 | 10      | 30    | 93:197          | 13     | spadek do II ligi |

W lipcu 2014 przy BKS reaktywowano sekcję hokejową. Sprzyjała temu planowana przez magistrat Bydgoszczy budowa nowej hali lodowej, niezbędnej do uprawiania tego sportu. Do czasu jej oddania do użytku, jako miejsce treningów ustalono Tortor w Toruniu. W sezonie 2014/2015 zainaugurowano rozgrywki w grupie zachodniej II ligi, a rok później w grupie północnej, gdzie występowały zespoły z Warszawy, Łodzi, Poznania i Trójmiasta.
Rozgrywki hokeistów BKS (od 2014):
| Liga                    | Sezon     | Miejsce | Mecze | Bilans bramkowy | Punkty | Uwagi                               |
| II liga (gr. zachodnia) | 2014/2015 | 3       | 7     | 62:37           | 15     |                                     |
| II liga (gr. północna)  | 2015/2016 | 4       |       |                 |        |                                     |
| II liga (gr. północna)  | 2016/2017 |         |       |                 |        |                                     |
| II liga (gr. północna)  | 2017/2018 | 1       |       |                 |        | udział w turnieju finałowym II ligi |

Sekcja prowadzi również szkółkę hokejową dla dzieci, której bazą jest kryte lodowisko przy SP nr 65 w Fordonie. Prowadzone są tu rozgrywki w unihokeju.

## Lodowisko
Reaktywowana w 2014 sekcja hokeja na lodzie korzystała z hali Tortor w Toruniu, gdyż w Bydgoszczy dopiero od 2017 wznoszona była nowa hala lodowa (następczyni Torbydu). Nowy obiekt, zachowujący nazwę Torbyd, został otwarty 5 stycznia 2018.